# Map of the Soul: 7
Map of the Soul: 7 es el cuarto álbum de estudio (séptimo en total) del grupo surcoreano BTS. Fue lanzado el 21 de febrero de 2020 por Big Hit Entertainment en cuatro versiones diferentes, como continuación del EP de 2019 Map of the Soul: Persona. El Álbum ha sido descrito como un disco pop, R&B y hip-hop con influencias del rock, trap y EDM. Líricamente, toca temas de reflexión, introspección y autoaceptación.
Tras su lanzamiento, recibió elogios de la crítica debutando en el número uno en la lista Billboard 200 de los Estados Unidos con 422.000 unidades de álbum equivalentes (incluidas 347,000 ventas) obtenidas en su primera semana. El álbum también debutó en la cima de las listas en muchos otros países, incluidos Australia, Canadá, Francia, Alemania, Japón, Nueva Zelanda, España y el Reino Unido.

## Antecedentes y lanzamiento

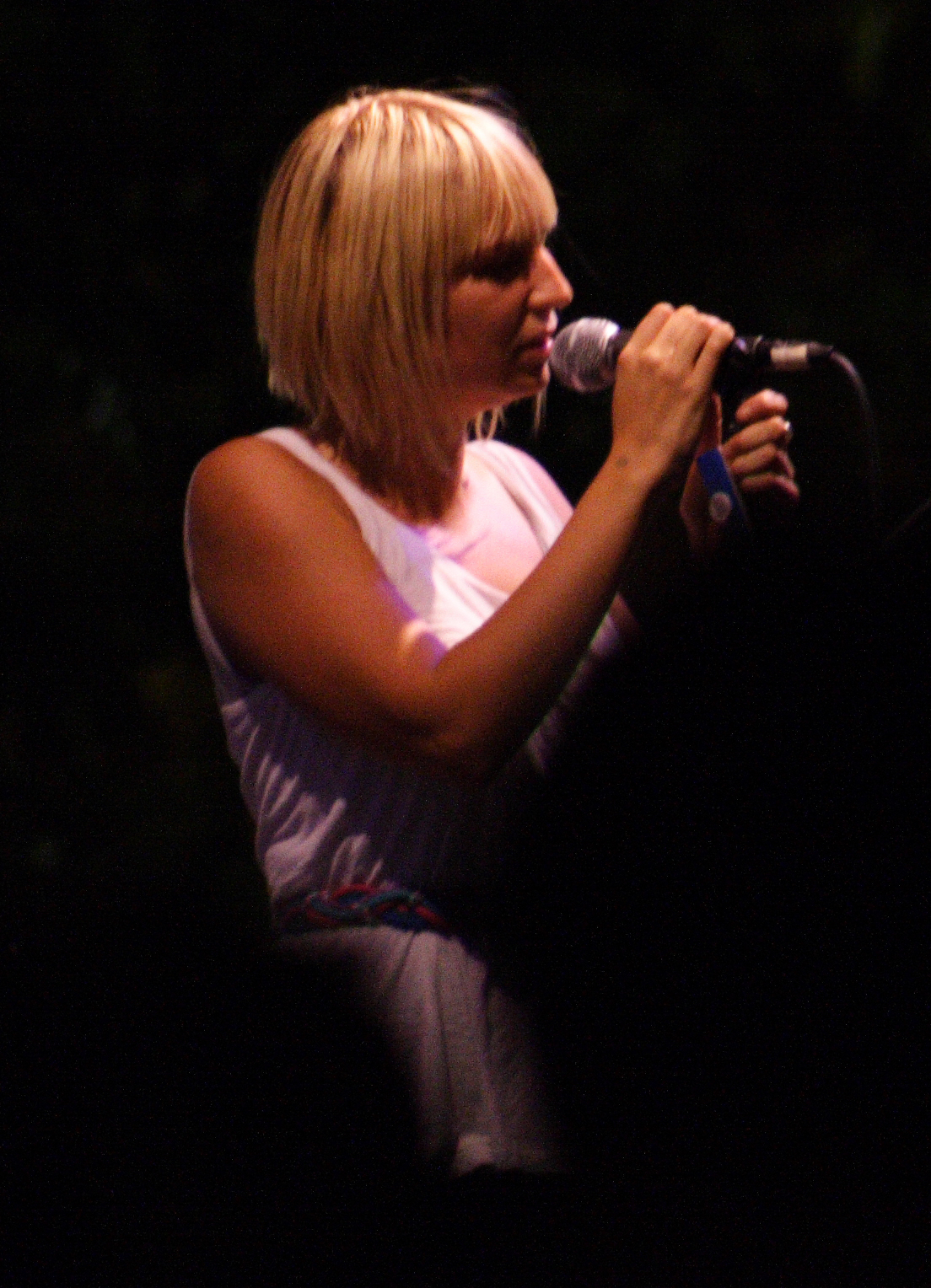
Sía colaboro con BTS en On

El grupo anunció el 7 de enero de 2020 que lanzaría un nuevo álbum y que la preventa iniciaría el 9 de enero. El 8 de enero, Big Hit Entertainment reveló que la publicación del disco consistiría en 4 fases, que empezarían desde el 10 de enero hasta el 28 de febrero. Como parte de la primera fase se publicó el tráiler del disco con la canción «Interlude: Shadow», interpretada por Suga, en tanto que el primer sencillo del álbum, «Black Swan», se lanzó el 17 de enero junto con un «art film» que incluye una coreografía interpretada por el grupo eslovaco MN Dance Company.
En la segunda fase, la banda publicó el segundo tráiler del disco con la canción «Outro: Ego», interpretada por J-Hope. Siguiendo con la planificación previa al lanzamiento del álbum, desde el 9 hasta el 12 de febrero se reveló una colección de 4 series diferentes de fotos conceptuales que, según Matt Moen de Paper, «le ofreció a los fanáticos nuevas ideas sobre lo que podrían esperar del álbum». Por otro lado, el 16 de febrero Big Hit anunció que el disco consistiría en un total de 20 canciones, incluyendo una colaboración con la cantante australiana Sia.
El 20 de febrero se publicó un video de 30 segundos del sencillo principal «On» en TikTok.

## Promoción

### Presentaciones en vivo
El grupo interpretó «Black Swan» por primera vez en el programa The Late Late Show with James Corden, el 28 de enero de 2020.

### Map of the Soul Tour
El 21 de enero de 2020 Big Hit Entertainment anunció que BTS realizaría una nueva gira, que hubiera empezado en abril de 2020. Esta fue cancelada debido a la pandemia.
Debido a la imposibilidad de realizar esta gira, BTS junto a Big Hit Entertainment organizaron un concierto online titulado "Map Of The Soul: 7: ON:E"

## Recepción

### Comentarios de la crítica
Map of the Soul: 7 tuvo una recepción favorable por parte de los críticos de música. De acuerdo con Metacritic, el disco obtuvo un total de 82 puntos sobre 100.
Neil Z. Yeung de AllMusic le dio al álbum cuatro estrellas de cinco. En su reseña comentó que con este álbum BTS expande los conceptos de su EP Map of the Soul: Persona y que «con una perspectiva desde la fama y las relaciones, el grupo se embarca en una travesía psicoemocional que explora ideas sobre la identidad y el sí-mismo».

### Recibimiento comercial
Según Dreamus, distribuidor de Map of the Soul: 7, las preventas superaron las 3,42 millones de copias durante los primeros seis días, superando el récord de Map of the Soul: Persona, el cual tuvo 2,68 millones de copias en el mismo período. El 6 de febrero, Forbes informó que el álbum había superado las 4 millones de preventas en todo el mundo.
Map of the Soul: 7 debutó en la cima de la lista Billboard 200 con 422.000 unidades de álbum equivalentes, incluidas 347.000 ventas de álbumes puros, convirtiéndose en el cuarto álbum número uno de BTS en los Estados Unidos. El sencillo principal del álbum, "On", debutó en el número cuatro en el Billboard Hot 100 con 86.000 descargas y 18,3 millones de transmisiones en los Estados Unidos, marcando la mayor semana de ventas de BTS para una canción.
En Corea del Sur, el álbum debutó en la cima de la lista de álbumes de Gaon, dando a BTS su decimotercer número uno. El álbum vendió más de 2,65 millones de copias en sus primeras seis horas y un récord de 3,37 millones de copias en su primera semana, logrando las ventas más altas de la primera semana en la historia de Hanteo Chart y superando su récord anterior de 2,13 millones de copias con Map of the Soul: Persona. En menos de nueve días desde el lanzamiento del álbum, Map of the Soul: 7 vendió 4,1 millones de copias, alcanzando las ventas más altas logradas por un álbum en un mes y en un solo año en la historia de Gaon Album Chart, superando las ventas mensuales y anuales de Map of the Soul: Persona y convirtiéndolo en el álbum más vendido en la historia de Corea del Sur. Tras el lanzamiento de Map of the Soul: 7, BTS se convirtió en el artista con más ventas en Corea del Sur de todos los tiempos, vendiendo 20,32 millones de álbumes acumulativamente.

## Lista de canciones
| N.º   | Título                                                             | Escritor(es) | Productor(es)                | Duración |  |
| 1.    | «Intro: Persona» (Interpretada por RM)                             | RM, Hiss Noise, Pdogg | Hiss Noise                   | 2:54     |  |
| 2.    | «작은 것들을 위한 시 (Boy With Luv)» (con Halsey)                  | "Hitman" Bang, Emily Weisband, Halsey, J-Hope, Melanie Joy Fontana, Michel "Lindgren" Schulz, Pdogg, RM, Suga                                                                                                  | Pdogg                        | 3:49     |  |
| 3.    | «Make It Right»                                                    | Benjy Gibson, Ed Sheeran, Fred Gibson, J-Hope, Jo Hill, RM, Suga | Fred Gibson                  | 3:42     |  |
| 4.    | «Jamais Vu» (Interpretada por Jin, Jungkook y J-Hope)              | "Hitman" Bang, Camilla Anne Stewart, J-Hope, Marcus McCoan, Matty Thomson, Max Lynedoch Graham, Owen Roberts, RM                                                                                               | ARCΛDES, Bad Milk, M. McCoan | 3:46     |  |
| 5.    | «Dionysus»                                                         | J-Hope, Pdogg, RM, Roman Campolo, Suga, Supreme Boi | Pdogg                        | 4:08     |  |
| 6.    | «Interlude: Shadow» (Interpretada por Suga)                        | EL CAPITXN, GHSTLOOP, Pdogg, RM, Suga | Suga, El Capitxn, Ghstloop   | 4:20     |  |
| 7.    | «Black Swan»                                                       | Pdogg, RM, August Rigo, Vince Nantes, Clyde Kelly | Pdogg                        | 3:18     |  |
| 8.    | «Filter» (Interpretada por Jimin)                                  | Tom Wiklund, Hilda Stenmalm, "Hitman" Bang, Lee Seu-ran, Lutra, danke, 정바비, 안복진, 폴린딜드 (Fallin' Dild), 형광소년                                                                                       | Tom Wiklund                  | 3:00     |  |
| 9.    | «시차 (My Time)» (Interpretada por Jungkook)                       | Sleep Deez, RM, Jungkook, Jayrah Gibson, Pdogg, Printz Board, Richelle Alleyne | Sleep Deez, Pdogg            | 3:54     |  |
| 10.   | «Louder Than Bombs»                                                | Troye Sivan, Allie X, Leland, Bram Inscore, RM, Suga, j-hope | Bram Inscore                 | 3:37     |  |
| 11.   | «On»                                                               | Antonina Armato, Rigo, j-hope, Julia Ross, Krysta Youngs, Fontana, Michel Schulz, Pdogg, RM, Suga | Pdogg                        | 4:06     |  |
| 12.   | «Ugh! (욱)» (Interpretada por RM, Suga y J-Hope)                   | Supreme Boi, Suga, RM, Hiss noise, j-hope, icecream drum | Supreme Boi                  | 3:45     |  |
| 13.   | «00:00 (Zero O'Clock)» (Interpretada por Jin, Jimin, V y Jungkook) | Pdogg, RM, Jessie Lauryn Foutz, Antonina Armato | Pdogg                        | 4:10     |  |
| 14.   | «Inner Child» (Interpretada por V)                                 | Pdogg, RM, V, Ryan Lawrie, Max Graham, Matthew Thomson, Adien Lewis, Ellis Miah, James F. Reynolds | Arcades                      | 3:53     |  |
| 15.   | «친구 (Friends)» (Interpretada por Jimin y V)                      | Pdogg, Jimin, Supreme Boi, ADORA, Martin Sjølie, Stella Jang | Pdogg, Jimin                 | 3:19     |  |
| 16.   | «Moon» (Interpretada por Jin)                                      | Mikael Daniel Caesar, RM, Hyung Kwon Do, Alex Ludwig Lindell, Jin, Park Soohyun, Candace Nicole Sosa, DJ Swivel                                                                                                | Slow Rabbit                  | 3:29     |  |
| 17.   | «Respect» (Interpretada por RM y Suga)                             | Hiss noise, Suga, RM, EL CAPITXN | Hiss noise, Suga, EL CAPITXN | 3:58     |  |
| 18.   | «We Are Bulletproof: The Eternal»                                  | DJ Swivel, Audien, Sunshine (Cazzi Opeia & Ellen Berg), Etta Zelmani, RM, Will Tanner, Gusten Dahlqvist, Candace Nicole Sosa, Suga, j-hope, Elohim, Antonina Armato, JeL (Alex Karlsson & Alexej Viktorovitch) | Audien                       | 4:22     |  |
| 19.   | «Outro: Ego» (Interpretada por J-Hope)                             | Hiss noise, Supreme Boi, j-hope | Hiss noise                   | 3:16     |  |
| 20.   | «On» (con Sia) (digital bonus track))                              | Armato, Rigo, j-hope, RossYoungs, Fontana, Schulz, Pdogg, RM, Suga |                              | 4:06     |  |
| 74:52 |                                                                    | |                              |          |  |

## Posicionamiento en listas

### Álbum

#### Semanales
| \| Listas (2020) \| Mejor posición \| \| ------------------------------------------------- \| -------------- \| \| Argentina (CAPIF)[32] \| 6 \| \| Alemania (Offizielle Top 100)[33] \| 1 \| \| Australia (Australian Albums)[34] \| 1 \| \| Austria (Ö3 Austria )[35] \| 1 \| \| Bélgica (Ultratop flamenca)[36] \| 1 \| \| Bélgica (Ultratop valona)[37] \| 2 \| \| Canadá (Billboard Canadian Albums)[38] \| 1 \| \| Corea del Sur (Gaon)[39] \| 1 \| \| Dinamarca (Hitlisten)[40] \| 4 \| \| Escocia (OCC)[41] \| 1 \| \| Estados Unidos (Billboard 200)[42] \| 1 \| \| Estados Unidos Independent Albums (Billboard)[43] \| 1 \| \| Estados Unidos (Billboard World Albums)[44] \| 1 \| \| Estonia (Eesti Ekspress)[45] \| 1 \| \| España (PROMUSICAE)[46] \| 1 \| \| Finlandia (Suomen virallinen lista)[47] \| 2 \| \| Francia (SNEP)[48] \| 1 \| \| Hungría (MAHASZ)[49] \| 1 \| \| Irlanda (IRMA)[50] \| 1 \| \| Italia (FIMI)[51] \| 3 \| \| Japón (Billboard Hot Albums)[52] \| 1 \| \| Japón (Oricon)[53] \| 1 \| \| México (AMPROFON)[54] \| 3 \| \| Noruega (VG-lista)[55] \| 2 \| \| Nueva Zelanda (Recorded Music NZ)[56] \| 1 \| \| Países Bajos (Album Top 100)[57] \| 1 \| \| Polonia (ZPAV)[58] \| 1 \| \| Portugal (AFP)[59] \| 1 \| \| Reino Unido (OCC)[60] \| 1 \| \| Reino Unido (OCC Independent Albums)[61] \| 1 \| \| Suecia (Sverigetopplistan)[62] \| 3 \| \| Suiza (Schweizer Hitparade)[63] \| 1 \| | Sencillos «Black Swan» «ON» |
| Listas (2020) | Mejor posición              |
| Argentina (CAPIF) | 6                           |
| Alemania (Offizielle Top 100) | 1                           |
| Australia (Australian Albums) | 1                           |
| Austria (Ö3 Austria ) | 1                           |
| Bélgica (Ultratop flamenca) | 1                           |
| Bélgica (Ultratop valona) | 2                           |
| Canadá (Billboard Canadian Albums) | 1                           |
| Corea del Sur (Gaon) | 1                           |
| Dinamarca (Hitlisten) | 4                           |
| Escocia (OCC) | 1                           |
| Estados Unidos (Billboard 200) | 1                           |
| Estados Unidos Independent Albums (Billboard) | 1                           |
| Estados Unidos (Billboard World Albums) | 1                           |
| Estonia (Eesti Ekspress) | 1                           |
| España (PROMUSICAE) | 1                           |
| Finlandia (Suomen virallinen lista) | 2                           |
| Francia (SNEP) | 1                           |
| Hungría (MAHASZ) | 1                           |
| Irlanda (IRMA) | 1                           |
| Italia (FIMI) | 3                           |
| Japón (Billboard Hot Albums) | 1                           |
| Japón (Oricon) | 1                           |
| México (AMPROFON) | 3                           |
| Noruega (VG-lista) | 2                           |
| Nueva Zelanda (Recorded Music NZ) | 1                           |
| Países Bajos (Album Top 100) | 1                           |
| Polonia (ZPAV) | 1                           |
| Portugal (AFP) | 1                           |
| Reino Unido (OCC) | 1                           |
| Reino Unido (OCC Independent Albums) | 1                           |
| Suecia (Sverigetopplistan) | 3                           |
| Suiza (Schweizer Hitparade) | 1                           |

## Certificaciones
| País          | Organismo certificador | Certificación | Ventas certificadas |
| ------------- | ---------------------- | ------------- | ------------------- |
| Corea del Sur | Gaon                   | 5x Millón     | 5 000 000           |
| Francia       | SNEP                   | Platino       | 100 000             |
| Japón         | RIAJ                   | Platino       | 100 000             |
| Polonia       | ZPAV                   | Oro           | 10 000              |
| Reino Unido   | BPI                    | Plata         | 60 000              |
| Bélgica       | ULTRATOP               | Oro           | 10 000              |
| Nueva Zelanda | Recorded Music NZ      | Oro           | 7 500               |
| España        | PROMUSICAE             | Oro           | 20 000              |

## Historial de lanzamientos
| País          | Fecha                 | Formato                         | Sello                     |
| ------------- | --------------------- | ------------------------------- | ------------------------- |
| Corea del Sur | 21 de febrero de 2020 | CD, descarga digital, streaming | Big Hit, Dreamus          |
| Japón         | 21 de febrero de 2020 | CD, descarga digital, streaming | Big Hit, iriver, Virgin   |
| Europa        | 21 de febrero de 2020 | CD, descarga digital, streaming | Big Hit, iriver, Columbia |
| Norteamérica  | 21 de febrero de 2020 | CD, descarga digital, streaming | Big Hit, iriver, Columbia |
| Varios        | 21 de febrero de 2020 | Descarga digital, streaming     | Big Hit                   |
| Alemania      | 24 de febrero de 2020 | CD                              | Big Hit, Sony Music       |
| Austria       | 24 de febrero de 2020 | CD                              | Big Hit, Sony Music       |
| Suiza         | 24 de febrero de 2020 | CD                              | Big Hit, Sony Music       |